# Reaktivverdünner
Reaktivverdünner sind Stoffe, welche die Viskosität eines Lackes für die Verarbeitung herabsetzen und bei der anschließenden Härtung des Lackes durch Copolymerisation Teil des Lackes werden.

Styrol

Struktur eines Epoxids

Acrylgruppe

Verdünner werden einem Lack zur Einstellung der Rheologie zugegeben; im Speziellen dienen sie zur Herabsetzung der Viskosität. In thermisch härtenden Lacken werden flüchtige Substanzen zugegeben, die bei der Trocknung aus dem Lack ausdampfen. Bei strahlenhärtenden Lacken (z. B. UV-Lacken) soll auf solche Verdünner verzichtet werden. Die Zugabe von Reaktivverdünnern erleichtert die Verarbeitung des Lackes, ermöglicht die Zugabe von mehr Füllstoffen und verbessert das Benetzungsverhalten auf dem Substrat. Wenn durch die Zugabe von Reaktivverdünnern flüchtige Verdünner ersetzt werden, kann dadurch die Entflammbarkeit, der Geruch, Hautirritationen und die Umweltverträglichkeit (durch geringere oder keine VOC-Emissionen) verbessert werden.

## Wahl des Reaktivverdünners
Da Reaktivverdünner in den Lack eingebunden werden und in ihm verbleiben, beeinflussen sie nicht nur die Viskosität des ungehärteten Lackes, sondern auch seine physikalischen Eigenschaften nach der Härtung. Die Wahl des Reaktivverdünners hat also Einfluss auf:
- die Haftung des Lacks auf dem Substrat
- die Verträglichkeit mit dem Bindemittel
- die Flexibilität der ausgehärteten Schicht
- die Flüchtigkeit
- und die Umweltverträglichkeit.[3]

Als Reaktivverdünner werden niedrigviskose, mono-, bi- oder polyfunktionelle Monomere oder Oligomere eingesetzt. Meist werden verschiedene Monomere kombiniert, damit ein Monomer die negativen Eigenschaften eines anderen Monomers ausgleichen kann. Monofunktionelle Monomere bieten zwar eine geringe Viskosität, sind aber recht flüchtig und neigen zu Geruchsbildung. Mit zunehmender Zahl der funktionellen Gruppen an den verwendeten Monomeren sinkt die Flüchtigkeit; dagegen steigen die Viskosität und die Vernetzung des fertigen Lackes.
Als Reaktivverdünner werden häufig Styrol, Epoxide und Acrylate eingesetzt.